# Григалашвили, Шота
Шо́та Григалашви́ли (груз. შოთა გრიგალაშვილი; 21 июня 1986, Тбилиси, Грузия) — грузинский футболист, полузащитник. Старший брат футболиста Элгуджи Григалашвили.    

## Карьера
В футбол пришел в 11 лет. Воспитанник тбилисского «Динамо».Занимался у тренеров Гии Гегучадзе и Вахтанга Копалейшвили. В составе родного клуба становился чемпионом Грузии. В 2009 году перебрался в клуб «Зестафони», где за четыре года провел свыше ста матчей. Там же Шота вновь стал победителем чемпионата и впервые выиграл суперкубок страны.
В 2012 году перешёл в российскую Премьер-лигу, став игроком «Алании». В январе 2013 года стал игроком хабаровской «СКА-Энергии».
С 2014 по 2016 гг. играл за ряд кипрских команд от «Анортосиса» до «Этникоса».
В 2016 году присоединился к казахстанскому клубу «Иртыш (Павлодар)» .
Сезон 2017 отыграл в узбекском  «Алмалыке».
30 января 2018 года Шота Григалашвили стал игроком петропавловского «Кызыл-Жар СК». Сыграл в чемпионате 28 игр, забил 5 голов, однако, команда вылетела в Первую лигу. В 2019 году завоевал вместе с командой звание чемпиона первой лиги, став лучшим по системе гол плюс пас (9+16) и попал в символическую сборную лиги.

## Достижения
«Динамо» (Тбилиси)
- Чемпион Грузии: 2004/05

«Зестафони»
- Чемпион Грузии: 2010/11
- Обладатель Кубка Грузии: 2007/2008
- Обладатель Суперкубка Грузии: 2010/11

«Кызыл-Жар СК» (Петропавловск)
- Чемпион Первой лиги : 2019